# إيفا بيرون
ماريا إيفا دوارتي دي بيرون (7 مايو 1919 – 26 يوليو 1952)، اسم الشهرة «إيفا أو إيفيتا»، هي ممثلة وسياسية أرجنتينية. تزوجت من الرئيس خوان بيرون عام 1945. كانت دوارتي السيدة الأولى ورئيسة الحزب البيروني النسائي ورئيسة مؤسسة إيفا بيرون والزعيمة الروحية للأمة.
كانت تنتمي لأصول متواضعة. هاجرت إلى بوينس آيرس في الخامسة عشر من عمرها حيث كرَّست حياتها للعمل، محققةً شهرة في المسرح والإذاعة المسرحية والسينما. وفي عام 1943 كانت واحدة من مؤسسي اتحاد الإذاعة الأرجنتيني (ARA) والذي انتُخِبَت لرئاسته في العام التالي. التقت إيفا بالكولونيل «خوان بيرون» في حفل خيري لجمع التبرعات لضحايا زلزال سان خوان عام 1944 - حيث كان أمين عام الحكومة في هذا الوقت – . وعندما تزوجت من بيرون شاركت بهمّة في حملته الانتخابية عام 1946 وكانت أول امرأة أرجنتينية تقُم بهذا الفعل. طالبت وحصلت على تصديق بالموافقة على قانون حق المرأة في الاقتراع عام 1947. فضلاً عن تحقيق المساواة السياسية بين الرجل والمرأة؛ بحثت بعد ذلك عن المساواة القانونية بين الأزواج وحق الأب في حضانة الأبناء وفقاً للمادة 39 لدستور عام 1949. أسست الحزب البيرونى النسائي في عام 1949 والذي تولت رئاسته حتى وفاتها. ساهمت بأنشطة اجتماعية مختلفة من خلال مؤسسة «صندوق إيفا للأعمال الخيرية». أنشأت مؤسسة إيفا بيرون مستشفيات وملاجئ ومدارس، وشجعت على السياحة الاجتماعية عن طريق إنشاء معسكرات لقضاء العُطلات الصيفية، وحثت الأطفال على الرياضة عن طريق عمل بطولات ومسابقات رياضية التي احتوت جميع سكان البلدة. ووفرت مِنَح للطلبة ومساعدات للسكن ودعمت المرأة في مجالات عدة.
كان لها دوراً فعالاً في النضال من أجل الحُقوق الاجتماعية والعُمالية، وكانت الوصلة بين زوجها بيرون والنقابات. في عام 1951و في أول انتخابات رئاسية بتصويت عالمى؛ اقترحت الحركة العُمالية على إيفيتا – كما كانوا يسمونها في بلدتها – الترشح لمنصب نائب الرئيس على الرغم من أنها عدلت عن ترشحها في 31 أغسطس – المعروف بيوم التنازل – مضغوطةً بالصراعات الداخلية بين البيرونية والمُجتمع أمام احتمالية وصول امرأة مُدَعَّمة من النِقابيين إلى منصب نائب الرئيس.
تَوفت في 26 من يوليو عام 1952 بعد صراع مع سرطان الرحم عن عمر 33 عاماً. حصلت على مرتبة الشرف في مراسم احتفالية في مجلس شيوخ الأمة وفي مقر النقابة بمناحة شعبية غير مسبوقة في الدولة امتناناً لها واعترافاً لها بالجميل. كان جسدها مُحَنّط وموضوع في مجلس شيوخ الأمة. اختَطفت الديكتاتورية العسكرية الجديدة التي أطلقت على نفسها «ثورة التحرر» جثتها واستولت عليها في عام 1955 وأخفتها لفترة دامت ستة عشر عاماَ.
كتبت إيفا كتابين؛ كتاب «غاية حياتى» عام 1951 و«رسالتي» عام 1952 وحصلت على تكريماتِ عِدة منهم:
لقب الزعيمة الروحية للأمة، ووسام المرأة بنت المائتى عام، والصليب الأكبر للشرف من الصليب الأحمر الأرجنتينى، وامتياز الامتنان بالدرجة الأولى من مجلس شيوخ الأمة، والوسام الأكبر للوفاء البيرونى في رتبة استثنائية وقلادة بأمر المحرر العام سان مارتين (التمييز الأرجنتينى الأعظم). علاوة على ذلك أُنْتِجَت أفلام مُتعَدِدة وألحان وأعمال مسرحية وروايات وقِطع موسيقية عن إيفا.

## السيرة الذاتية

### نشأتها

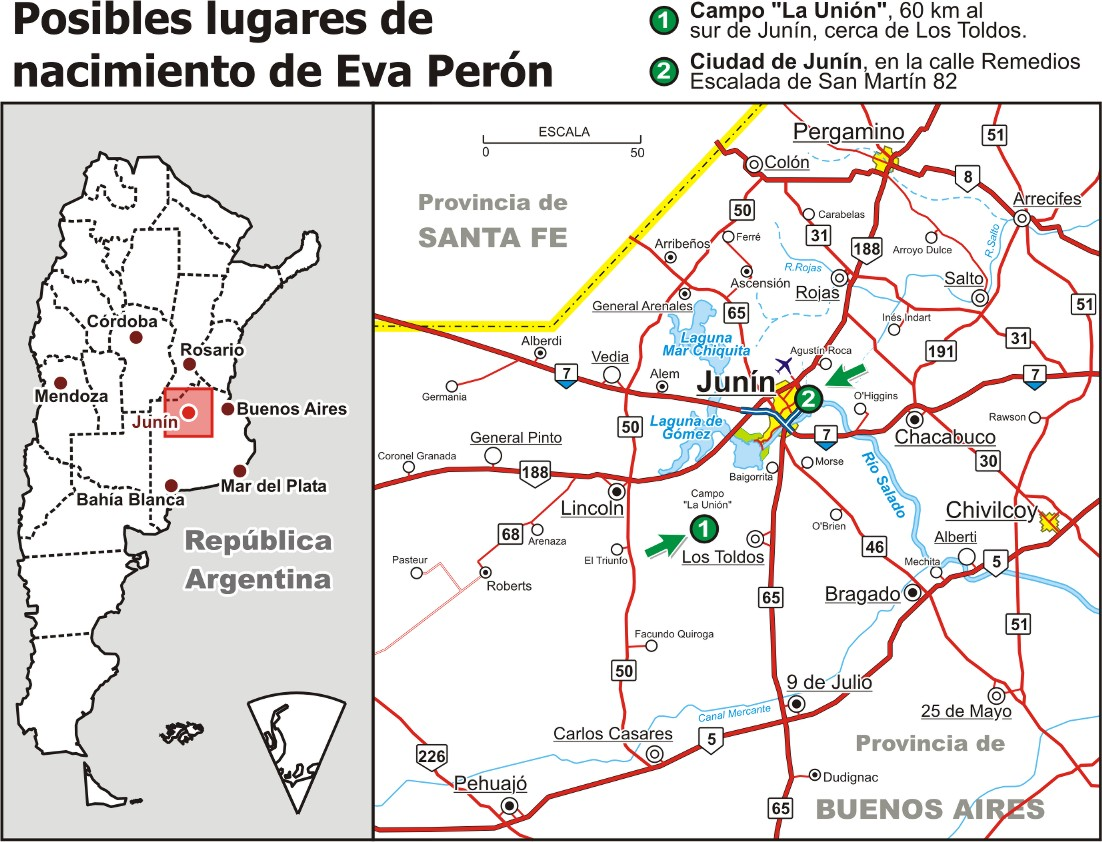
الأماكن المحتمل أن تكون محل ميلاد إيفا بيرون: 60 كم إلى الجنوب, 20 كم من لوس تولدوس

وِفقاً لتقرير السجل المدني ل خونين (إقليم بمدينة بوينس آيرس)، وُلِدَت هُناك في 7 مايو 1922 طِفلة تدعى ماريا إيفا دوارتي. على الرغم من أنَّ هُناك إجماع بين الباحثين لإثبات أن هذا التقرير مُزَوَّر وموضوع بُناءً على طلب خاص بإيفا بيرون عام 1945؛ عندما كانت في خونين في هذا العام لإتمام عَقد قرانِها بالكولونيل خوان دي بيرون.
في عام 1970 أثبت الباحثان «بورون» و«باكا» أنَّ شِهادة مِيلاد إيفيتا كانَت مُزَوَّرة وكانَ لابُد من إِثبات تاريخ ومحل ولادتها الحقيقيين. لِذلِك كان أهَم مُسْتَنَد هو تَقريرالمَعمُوديّة عن إيفا المُسَجَّل في ورقة رقم 495 في كتاب المعموديّين المُوافِق لعام 1919 لنائِبة معبَد عَمود العَذْراء مَرْيَم المَوضُوع في 21 من نوقمبر لعام 1919.
اليَوم تمَّ الإقرار فِعلياً على أنَّ إيفيتا وُلِدَت قَبلَ ذلِك بثلاثَة اَعوام؛ أي في 7 مايو عام 1919 تحت مُسمى «إيفا ماريا إيبارجورين». أمَّا بالنِسبة لمَحَلْ المِيلاد؛ فقد كَتَبَ بَعض المُحَقِقون خطأ أنَّ إيفيتا وُلِدَت في مُجتَمَعْ مَدَني في لوس تولدوس ولكنه كان عبارة عن خطأ ناتِج بسبب انتقال عائلتها بعد سنوات قليلة من ميلادِها للعَيش في القَرية. هذا البيت – الذي انتَقَلَتْ إليهِ عائِلتها في شارع فرنسا (إيفا بيرون حالياً) – حالياً هو متحف ماريا إيفا دوارتى دى بيرون الشمسى الوطنى.
بالنسبة لمحل الميلاد؛ فالمُحَقِقون يَفرِضون احتمالين:

	ميلادها في قرية الاتحاد أمام مُخيَّمَات كُوليكيو ناحية لوس تولدوس. بَعض الباحثون يَعتبِر أنَّ إيفا بيرون وُلِدَت في قَرية الاِتحاد ناحِية مَدينة لوس تولدوس- بالضبط أمام مُخيم كوليكيو الذي أسس المنزل- في منطقة تًعرَف بسبب موقعها ب «القبيلة». هذا المكان الذي يُوجد على بُعد 20 كيلومتر من قرية لوس تولدوس و 60 كيلومتر إلى الجَنوب من مَدينة خُونين. القَرية كانَت مِلك خوان دوارتى وهناك عاشت عائلة إيفا على الأقل مُنْذ 1908 حتى 1926. أعطى الباحثان «بورون» و«باكا» هذِهِ الافتراضية وحَدَّدُوا أنَّ المولِّدة المابوتشية «خوانا راوسون دى جواكيل» كانَتْ هِىَ التي ساعَدَتْ والِدَة إيفا في ولادَتْها وأيضاً في وِلادة أبنائِها الآخرين.

	ميلادها في مدينة خُونين. يُؤَيِّد مُحَقِقون آخرون هذه الافتراضية المُدَعَّمة بأدِلة مُختلفة. وِفقاً لهذا تكون إيفيتا قَد وُلِدَت فِعلياً في خُونين بسَبَبْ أنَّهُ كانَ لا بُدّ مِن نَقْل والِدَتَها إلى خُونين لتَلْقَى رِعاية أَفْضَل في حَملِها. حَيْثُ أنَّهُ في هَذِهِ الفَتْرة التي وُلدت فيها إِيفيتا كانَ مِنَ المُعْتَاد أَنَّ النِساء الحوامِل اللاتى يواجِهنَ مَشاكل في حَمْلِهِنَّ يَنْتَقِلْنَ إلى خونين بَحثاً عَنْ رِعاية طِبيَّة أفْضَل، وأيضاً في حالات أُخرى غَيْر الحَمل. وِفقاً لهذِهِ الاِفتراضيَّة -المَبْحُوثة مِنْ قِبَلْ الباحِثين الخُونيِّين «روبيرتو ديماركو» و«هيكتور دانييل بارجاس» مع الشُهُود المناسبين- تَكون إيفيتا قد وُلِدَتْ في المَنْزِل رَقَمْ 82 الكائِن حالياً بشارِع رِيميديوس اسكالادا دى سان مارتين (في هذِهِ الحِقبة كان هذا الشارِع يُسَمَّى خوسى سى باث) الذي كانَ شاهِداً على الوِلادة بمُساعَدَة دُكتورَة التَوليد الجامِعيَّة «روسا ستوانى». بَعْدَ وَقتٍ قَصير انتَقَلَتْ العائِلة إِلى المَنْزِل رَقَمْ 70 الموجود في ليبينسون (الذي كان في الأصل شارع سان مارتين) حتى تعافَت أُمَّها تَماماً.

### عائلتها

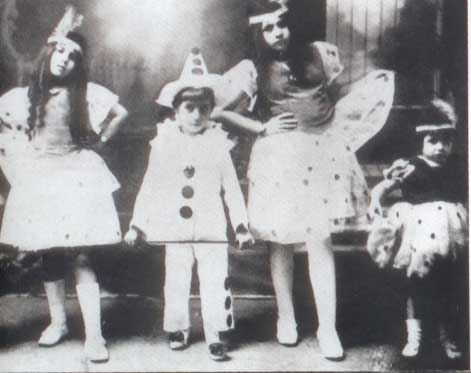
إيفيتا (على اليمين) عندما كانت في الثانية من عمرها مع إخوتها. كارنافال 1921.

كانَتْ إيفا ابنة -خُوان دُوارتى وخوانا ايبارجورين- مُسجَّلة باسم «إيفا ماريا ايبارجورين» (في شهادة مِيلادِها المُعدَّلة في ظِل حُكومَة «اديلميرو خ. فاريل»، وقبل انعِقاد زَوَاجها بالكولونيل «خُوان بيرون» عدَّلتْ لقبها إلى «دُوارتى»، وأسمائها الاثنين المعكوس ترتيبهما).
خُوان دوارتى (1858-1926): المَعْروف بَيْن جِيرانِه ب «الباسْكو». كانَ صاحِب مَزْرَعة ومُحافِظ لِمَدينة شيبيلكوى –مدينة قريبة من لوس تولدوس-. بَعْض الدارِسين يَعتَبِرون أنَّه يَنتَسِب إلى المُهاجِرين الفرنسيين المُلَقَّبين باسم «دوارتى أو أوارتى أو دووارت».و في العقد الأول مِنَ القَرْن العِشرين كانَ خوان دوارتى أحَدْ المُنتَفِعين مِن المُراوغات الاحتيالية التي بَدَأَتْ الحُكومة في تنفيذَها لسلب الأرض من المُجْتَمع المابوتشى لصالح كوليكيو؛ مُستَولياً على المَزْرَعة التي وُلدَتْ فيها إيفا.
خوانا ايبارجورين (1894-1971): كانَتْ ابنة لراعية المَواشِى «بيترونا نونييث» والتي تَنتسب إلى المُهاجِرين الأُورُوبيين إلى أمريكا والحوذىّ «خواكين ايبارجورين». وعلى ما يبدو أن علاقتها بالقرية –التي تبعُد 20 كم من لوس تولدوس- كانت ضَعيفة ولِذلك لا تَعْرِف الكَثير عَنها، ولكنَّها كانَ لَها صِلة قَويَّة بالمُجْتَمَع المابُوتشى في لوس تُولدوس بسبب قُرب بَيتِها من مُخيَّم كوليكيو. في جميع ولاداتها كانَتْ تَعْتَنى بِها مُوَلِّدة هِندية تُدعى «خوانا راوسون دى كوايكيل».
كان خوان دوارتى- والد إيفا – يَعُول أُسْرَتَين، واحِدة شَرعية في مَدينة شيبيلكوى مع أمرَأَتُه الشرعية «أديلا دوارتى» (-1919) وأبناؤه: «أديلينا، كاتالينا، بيدرو، ماجدالينا، إلويسا، سوسانا»، وأُخرى غِير شَرْعية في مدينة لوس تولدوس مع «خوانا إيبارجورين». حيث كانت عبارة عن عادة في الرِيف للرِجال الذيْن يَنْتَمُون للطَبَقة الراقية قَبل الأربعينيات والتي توجد حتى الآن في بعض المناطق الريفية.
و مِنها أنْجَب خَمسة أبناء:
•	بلانكا (1908-2005)
•	إليسا (1910-1967)
•	خوان رامون (1914-1953)
•	إرميندا رامون (1916-2012)
•	إيفا ماريا (1919-1952)
عاشَتْ إيفا في الرِيف حتَّى عام 1926 وهو العام الذي تَوفى فِيه والِدها وكانَت الأُسرة بِلا عَوْل تَماماً واضطروا إلى مُغادرة المِزْرَعة التي كانوا يعيشونَ فيها. هذهِ الظُروف التي واجهتها إيفا في طُفولتها – بسبب التفرقة العنصرية في بدايات القرن العشرين- أثَّرت في حَياتِها جداً.
في هذهِ الحِقْبة أقرَّ القانون الأَرجَنتينى سِلسِلة من التمييزات للأشخاص الَذيْن لَم يكنْ زَواج آباءَهم قانونياً؛ الذين يُطلق عليهم عامةَ (الأبناء غير الشرعيين). واحِدة من هذه التمييزات كانت «ابن الزنا»؛ وهي الحالة التي كانت تسجَّل في شهادات ميلاد هؤلاء الأطفال. وكان هذا هو واقع إيفا؛ التي نَجَحَتْ في إلغاء شَهادة مَيلادها الأَصْلية عام 1945 لمَحْو هذه الفضيحة البشعة من سِجِلَّها. وفي الحكومة الأرجنتينية، استطاع الحزب البيرونى عامةَ وإيفيتا خاصةَ اقتراح قوانين جديدة ضد التمييز والعنصرية للمساواة بين الذكور والإناث، وبين الأطفال وفيما بينهم دون النظر إلى طبيعة العلاقة بين الآباء والأمهات. وعارض هذه القوانين كلاَ من المُعارضة والكَنيسة والقوات المسلحة. وأخيراً وفي عام 1954 بعد موتها بعامين؛ صدَّق الحِزْب البيرونى على قانون إلغاء التمييزات والتفريقات العُنْصُريَّة المُشينة مثل: أبناء الزنا وتدنيس المقدسات والأبناء غير الشرعيين...الخ. على الرغم من أن هذا القانون بقىَ على التفريق بين الأبناء الشرعيين والغير شرعيين. وكان الملك بيرون الذي تزوجها مُسجلاً بالابن غير الشرعى أيضاً.

### طفولتها في لوس تولدوس

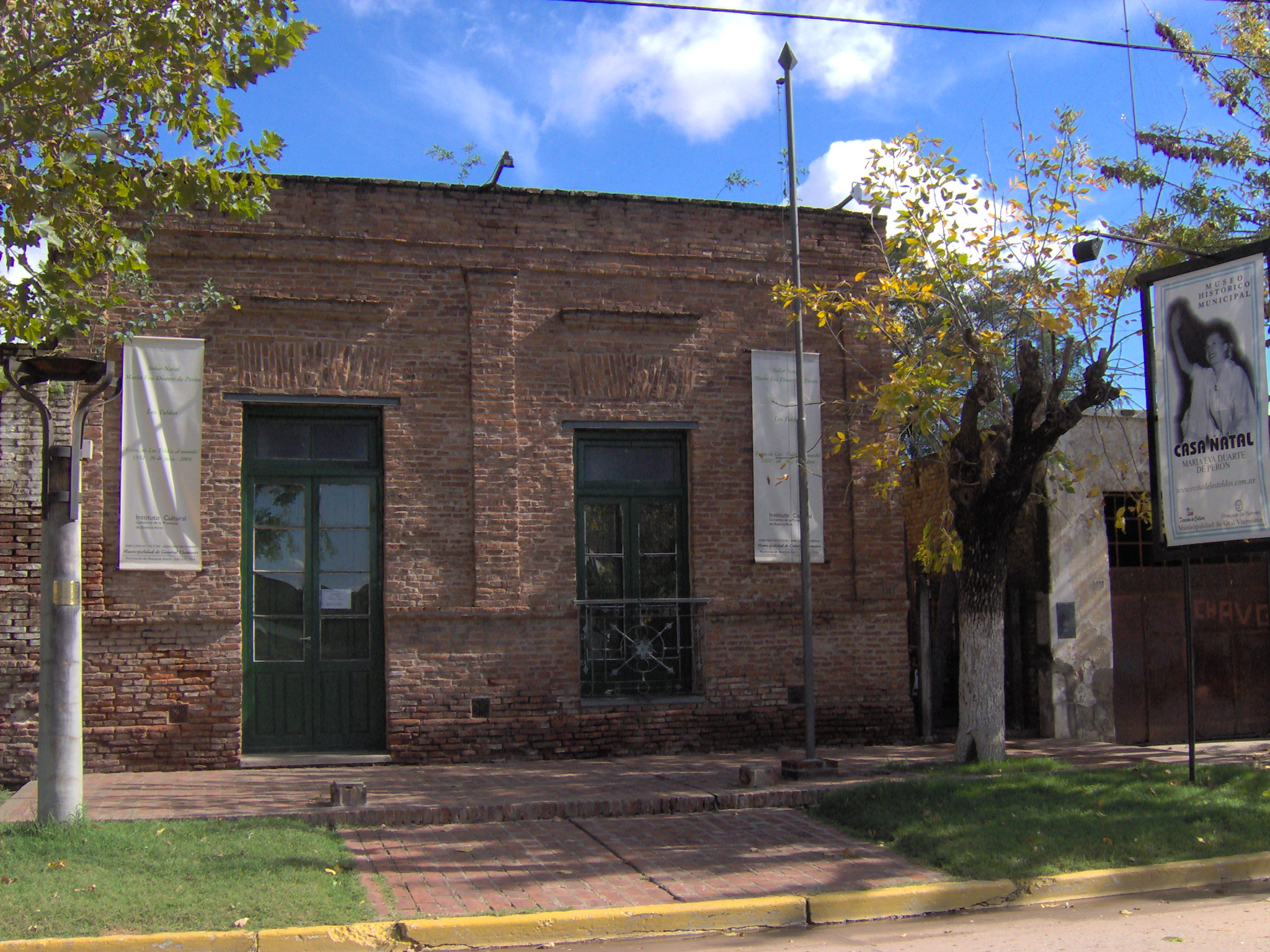
بيت إيفا دوارتى في مدينة لوس تولدوس حيث عاشت طفولتها. حالياً هو متحف.

تُوُفِي والِدُها في 8 يناير عام 1926 في حادِثْ سيَّارة بمَدينة تشيبيلكوي. سافَرَتْ العائِلة بأكمَلِها لحُضُور مَرأسِم الجنازة ولكِنْ الأسرة الشرعية مَنَعَتْهُم مِنَ الدُخُول وَسَط صَخْب وفَضيحة كَبيرة. ويرجع الشكر إلى صِهْر الأب -الذي كان حينئذ رئيس الإدارة في تشيبيلكوى- حَيْثُ استَطاعوا مُلازمَة مَوْكِب الجنازة حتى المقابِر وحُضُور الدَفنة. كانَ لهذا الحادِثْ أثَر انفِعالي شَديد على إيفيتا رَأَتْهُ مِثْل جَمْع من المَظَالِم. كانَ ذلك في السادسة من عمرها حينَما كانَتْ علاقتها بوالدها ضعيفة. هذا التَسَلْسُل مِنَ الأَحْداث كانَ لَهُ أهميَّة كُبْرى في العَمَل المُوسيقى والسينِمائي لأندرو لويد ويبر.
و قَدْ أشارَت إيفيتا إلى هذا في كتابِها «غاية حياتى»:
لكىّ أُوَضِّحْ حياتى اليوم؛ أو أفعالى الحاليّة وِفْقاً لِما يَحيكُ في نفسي، كانَ علىّ أنْ أبْحَث في سَنَواتى وأحاسِيسى الأولى، وَجَدْتُ في قلبى اِحساس رئيسى يُسَيْطِر علىَّ مُنْذُ ذلِكَ الوَقْت بشكل عام وفي نفسي وحياتي، هذا الإِحْساس هو سَخَطي على الظُلم. كُلَّما أَتَذَكَّر أَحَدْ المَظالِم التي وَقَعَتْ علىَّ أشْعُر بأَلَم في نَفْسي كَمَا لو كانَ يطعَنُنِي. أتَذَكَّر في كُل مَرْحَلة من حياتى أَحَدْ المَظَالِم التي حَدَثَتْ لِى مِمَّا يَجْعَلني أَغْتاظُ وأشْعُر بتَمَزّق عَميق داخِلي.
بَعْد وفاة خُوان دُوارتى باتَتْ عائِلة إيفا بدون عائِل وهكذا اضطرَّت خُوانا إيبارجورين أنْ تنتَقِل بأبنائِها إلى لُوس تُولدوس، لتُقيم في بَيْت صَغيْر في ضَواحِى القرية، رقم 1021 في شارع فرنسا حَيْثُ بدأَتْ في العَمَلْ كخيَّاطة لتَعُوْل أبناءَها.

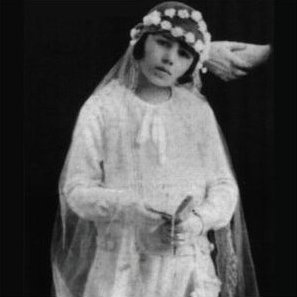
أول تَناوُل لإيفا عام 1926 وهي في السابعة من عمرها.

سُميَّت لوس تولدوس بهذا الاِسم نِسبَةً إلى مُخيَّم مابُوتشى (المابوتشيين كانوا أهل القرية). وكانَ هذا المُجْتَمَع المابُوتْشى المُنْتَسِب إلى كُوليكيو يُقيْم في هَذِهِ البَلدة بَعد انتِهاء مَعْرَكَة بابُون (1961) بواسِطة الأسطورة لونكو وقائد الجيش الأرجنتينى إيجناثيو كوليكيو (1786-1871) الذي أتى من جَنوب تشيلى. وما بَيْن عام 1905 إلى 1936 ازداد مُسَلْسَل من الحِيَل القانُونية لسَلْب مِلكيَّة الأرْض مِنَ الشَعْب المابُوتشى. رُوَيداَ رُوَيداَ أصْبَح أَهْل القَرية مُلاك للمَزْرَعة فَقَطْ ولَيْس أَهْل البَلدة. كانَ والِد إيفيتا «خوان دُوارتى» واحداً مِنْ هؤلاء ولهذا السَبَبْ كانَتْ المزرعة التي وُلِدَت فيها إيفا أمام مُخيَّم كوليكيو بالضَبْط.
خِلال طفولة إيفيتا (1919-1930) كانَتْ لُوس تُولدوس عُبارة عَنْ قَرية رِيفية صَغيرة مُنْتَسِبة إلى سُهُول أمريكا اللاتينية مُتخصصة في نشاطات ريفية مُتَعَلِّقة بتَربِية الأغنام خاصةَ في القَمْح والذُرة والأبقار والماشية. كانَتْ البِنية الاِجتماعية مَحْكُومة بصاحب المزرعة – المالك لمساحات شاسِعة من الأرض- الذي كان يُقيم عِلاقات خَدَميَّة بين العُمَّال البُسَطَاء في الحُقُول والمُسْتَأجِرِين. كانَ النُوع الأساسي من العُمَّال في هذِه المَنْطِقة هو راعِ البقر.
أدَّتْ وفاة والِدها إلى تَدَهْوُر اقتِصادى لأُسرتِها. وفي العامِ التالي التَحَقَتْ إيفا بالمَدْرَسة الاِبْتِدائيَّة، حَيْثُ كانَتْ تُواجِهُها صُعوبات كَثيرة في هذِه الدِراسة واضْطَّرت إلى إِعادَة الصَفْ الثاني الابتِدائي عام 1929 عِنْدَما كانَتْ في العاشِرة مِنْ عُمْرِها. ويَحكى أخواتِها أنَّها في هذا الوَقْت أرادَتْ إِظْهار إِعْجَابَها بفَن التَمثيل المَسْرَحى ومهاراتِها كَمُشَعْوِذة. لُقِّبَتْ بلَقَب «تشولا» بسبب بشاشة وجهها، والذي كان يُطْلِقه عَلَيْها الكَثير في ذاكَ الوَقْت وأيضاً لَقَب «السمراء» التي حافَظَتْ عَلَيْه بَقيَّة عُمْرِها.
شارَكَتْ الكاتِبة «أورورا بِينتوريني» -التي عَمِلَتْ كَسَيْكُولُوجيَّة في مُؤَسَسِة إِيفا بِيرون- في مُقابَلة في الذِكرى الثَانَويَّة الأُولى من وَفاةْ إيفيتامُتَحَدِثَةً عَمَّا حَكَتْهُ لها والِدَة إيفيتا:
حَكَتْ لِى السيِّدة خُوانا -والدتها- أنَّ إيفيتا كانَتْ تَهْرَب مِنَ المَدْرَسة وكانَتْ تَذْهَب لقَضاءِ العَشيَّة مع الهُنُودِ المُقيمينَ في لُوس تُولدوس وكانَتَ تُجَهِّزْ لَهُمْ مُسْتَحْضَراتِ القُرمِز واليانْصيب وتَرْقُص مَعَهُمْ الفُلْكُلُور.

### مُراهَقَتِها في خُونين

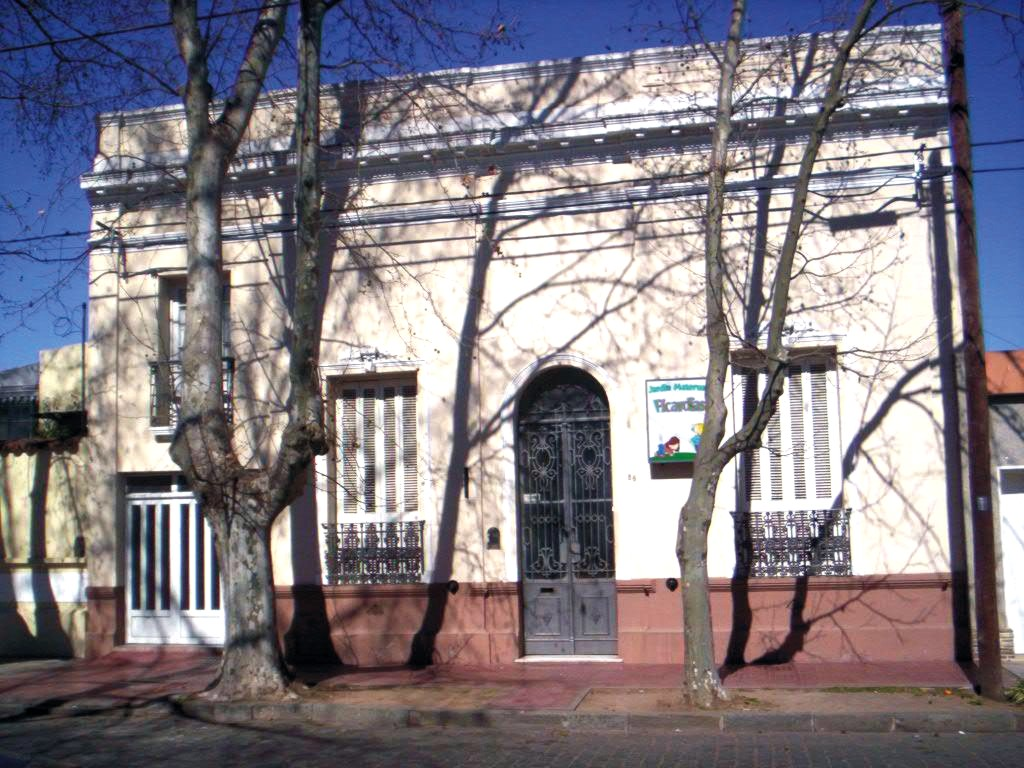
بيت رقم 86 في روكى باثكيث في خونين حيث كانت تعيش إيفا في أوائل الثلاثينيات.

في عام 1930 قَرَرَتْ أُمَّها «خُوانا» أنْ تَنْتَقِل بالعائَلة مِنَ مدينة خُونين. وكانَتْ إيفا حينئِذٍ في الحاديةَ عَشَرَ مِنْ عُمْرِها. بَدَأَتْ حالَة عائِلة دُوارتى في التَحَسُّن مُعْتَمِدةً على عَمَلْ خُوانا وأولادُها إليسا وبلانكا وخُوان. التَحَقَتْ إرميندا بالمَدْرسة الوَطَنيَّة وكانَتْ إيفيتا في الصَف الثالث في مدرسة «كاتالينا لارالت دى إستروجامو» والتي تَخَرَّجتْ مِنها بالتَعليم الاِبتِدائي عام 1934 عِندَما كانَتْ في الخامَسَةَ عَشَرَ مِنْ عُمْرِها.
ما زال أوَّلَ بَيْتٍ انتَقَلوا إليه قائماً حتى الآن رقم 86 في شارِع روكى باسكيث. بحَسْبِ ما كانَ الوَضْع الاقتصادىّ للعائِلة مُتَحَسِّناً بفَضْلِ عَمَل الأبناءِ الكِبار خاصةً وظيفة خُوان والذي كانَ بائِعاً لأَدَوَاتِ عزفِ الجويرنو في إحدى الشركات، انْتَقَلت عائِلة دُوارتى أولاً إلى بَيْت في «لابايى» رقم 200 وكان أوْسَع مِمَّا كانوا فيه (1932) – والذي نظَّمت فيه خوانا مأدبة للطعام – ثمَّ بَعْدَ ذلِك انتَقَلوا إلى البَيْت رقم 90 في «وينتر» (1933) وأخيراً إلى «آرياس» 171 (1934). وفي عام 2006 أنشأَت البَلَديَّة في خُونين متحف إيفا بيرون.
بدأ ميل إيفيتا إلى الفن يظهر عليها في خونين. وفي المدرسة – حيث قابلها الكثير من الصِعاب لمُتابَعَة البرامِج المَدْرَسيَّة- ظَهَرَتْ عاطِفَتَها والتي أبرزتها بفَن التَمثيل والعَمَل والاشتِراك في أكثر من مَشْهَد مُنَظَّم في المَدرسة وفي المدرسة الوطنية والسينما والبرامج الاذاعية.
تَذْكُر صديقتها وزميلتها في المدرسة «ديلفيدا نويمى رويث»:
كانَتْ إيفا شَغُوفة بالإِنشاد أمَّا أنا فبالغناء. وفي ذاكَ الوَقْت كانَ السيِّد «بريمو أرينى» يمتَلِك بيتاً للموسيقى وحيث أنَّه لم يَكُن هُناك راديو في القَرية، كانَ يُعيِّن أَحَدْ الأشخاص ليَتَحَدَّث على البَوابة أمام مُتْجَرِه مرَّة كُلْ أسبوع مِنْ 19 إلى 20 ساعة ويدعو إلى استِعراض القِيَم المَحَليّة لتَشجيع برنامج «الساعة المُخْتارة». كانَتْ إيفا تُنشِد قَصَائِد.
و قد شارَكَتْ هُناكَ لأوِّل مرَّة لها في عَمَلْ مَسْرَحى طُلَّابى يُسَمَّى «الطَلبة المُتَفَوِّقِين». وكذلِك ساهَمَتْ في عَمَل مَسْرَحى آخَر –«الماس الكهربى»- بَعْد الاِنْتِهاء من تَحْصِيل تَبَرُعات للمَكْتَبة المَدْرَسيَّة. وفي خُونين اِستَخْدَمَت إيفا مَيُكروفوناً لأوَّل مرَّة وسَمِعَتْ صَوْتَهَا في مُكَبِراتِ الصَوت.
في هذهِ الفَتْرة أوْضَحَت إيفا شُرُوطَها لتولىّ القِيادة؛ مُتَزَعِمَةً مَجموعة مِنْ نَفْسِ دَرَجَتِها. وفي يَوْم الثالِث مِنْ يُوليو لعام 1933 –يوم وفاةِ الرئيس الأسبق «إيبوليتو يريجويين» بعد 3 سنوات مِنَ الاِنقِلابِ العسكرىّ للإِطاحة بحُكْمِه- ذَهَبَتْ إيفا إلى مَدْرَسَتِها بقنبرة سَوْداء فَوْق غِطاءَ الوِقاية من الغُبار.
و في ذاكَ الوَقْت كانَتْ إيفيتا تَحْلُم بأنْ تَكونَ مُمَثلة وأنْ تُهاجِر إلى بُوينوس آيرس. تَذْكُر مُدَرِسَتَها «بالميرا ريبيتى»:

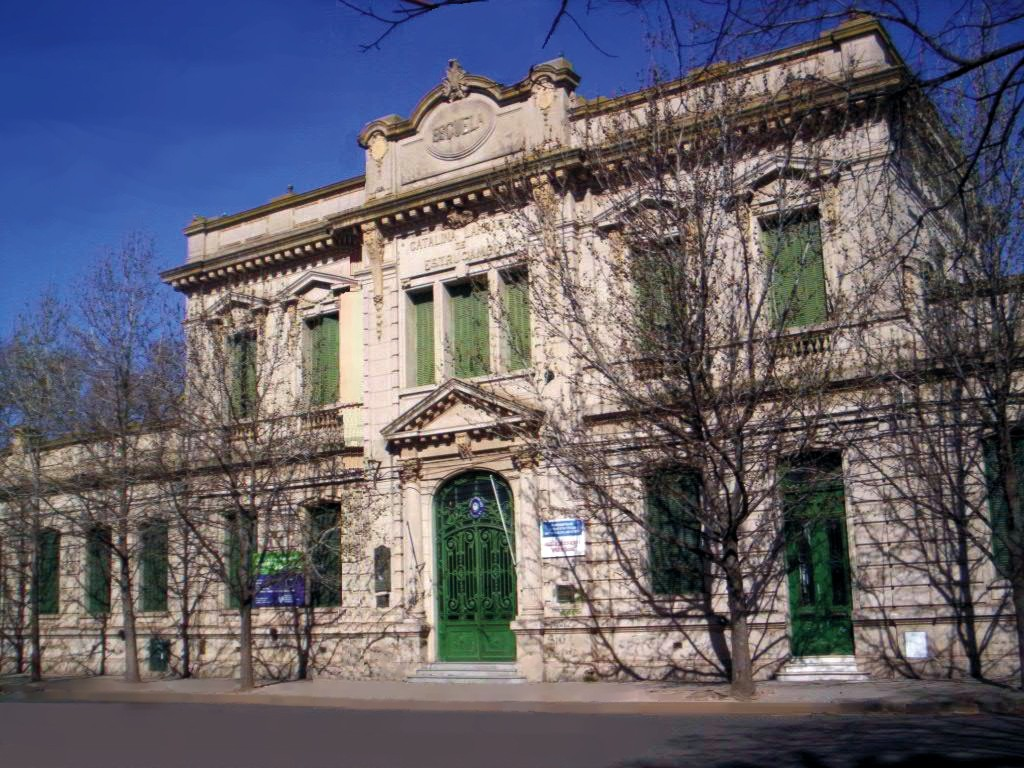
مدرسة "كاتالينا لارات دى استروجاموو" في خونين. حيثما أنهت إيفا تعليمها الابتدائي عام 1934.

شابة في الرابِعة عَشَرَ مِنْ عُمْرِها قَلوقة وناجِحة وذكيَّة والتي كانَت طالِبة في ذلك الوقت عام 1933. لَمْ تَكُن تُعْجِبُها الرياضيات ولكِنْ لَمْ يَكُنْ هُناك أفضَل مِنْها عِنْدَما يَتَعلَّق الأَمْر بالاِشتراك في الأحزاب المدرسيَّة. كانَتْ سُمْعَتُها طيِّبة كزَميلة مُتَميِّزة. كانَتْ شخصيّة طَمُوحة جِداً. كانَتْ لَدَيها عَقْليّة فَنيّة. عِنْدَما انْتَهَت من الدِراسة المَدْرَسيّة أَتَتْ إلىّ لتَحكى عَنْ مشاريعَها. قالَتْ لى أنَّها تُريد أن تَكونَ مُمَثِّلة وأنَّه يَجِبْ علَيها الذِهاب إلى خُونين. في هذِهِ الفَتْرة لَمْ يَكُنْ شائِعاً أنَّ بِنْت ريفيّة تُقَرر أنْ تَذهَب إلى العاصِمة. على الرَغْم من أنّنى أخَذْتُ الأمر بجديّة مُفكِرةً في أنَّ هذا سيكون أفضَلْ لها. كانَ يَقينى بدون أدنى شَك عُبارة عن عَدوى مِن حماسِها. تفهمت مع مُرورِ السِنين أن يَقين إيفا كانَ طَبيعياً. وكانَ ذلِكَ يُرى في كُلِ فِعل مِنْ أفعالِها. أتذكَّر أنَّها كانَتْ تَميل إلى الأدَب والتَمثيل. كُنْتُ أُساعِدُها على الهَرَبْ مِنَ الفصلِ كُلَّما سَمَحَتْ لىَ الفُرصة لتُنشِد أمامَ طُلّاب المراحِل الأُخرى. وبطريقتها اللطيفة كانَتْ تُقْنِع مُعلّماتِها وتَحْصُل على تَصْريح للتَمثيل أمامَ طُلّابٍ آخرين.
وِفقاً لِما ذَكَرَتْهُ المُؤَّرِخة «لُوثيا جالبيث» ففى عام 1934 واجَهَتْ إيفيتا وصديقة لها حادِثْ اغتِصاب من جانِبْ شابّان والذين كانُوا قَدْ دَعَوْهُما للسَفَرْ إلى «مارديل بلاتا» في سيارَتِهِم. وتُؤَكِد «جالبيث» بأنّه عِنْدَما خَرَجُوا مِنْ خُونين حاوَلَ الشابّان الاِعتِداء عَلَيهنَّ دُونَ الوُصولِ إلى مُرادِهِمْ ولكِنْ تَرَكُوهنَّ عارياتٍ في ضَواحى المَدينة. وقَد حَمَلَهُم سائِق شاحِنة إلى بُيُوتِهِنَّ. هذا الحادِثْ –إن كانَ صَحيحاً- فإنّه تَرَكَ تأثيراً عَميقاً في حياة إيفا.

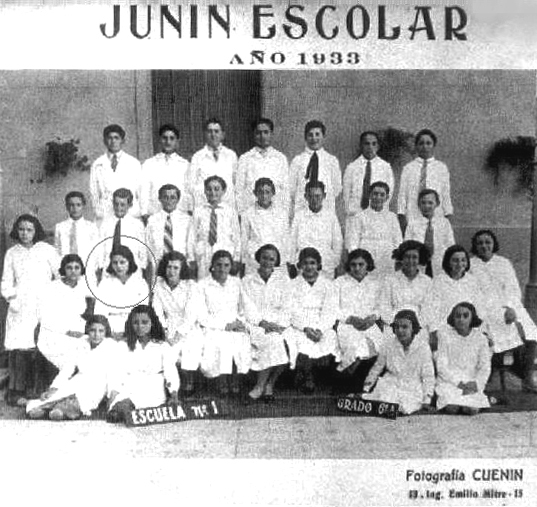
صورة مدرسية للصف الخامس تظهر فيها إيفا دوارتى، في خونين، عام 1933. حيث إيفا جالسة على اليسار.

في ذاكَ العامْ سافَرَتْ إيفا إلى بُوينوس آيرس قَبْلَ إنْهاءِ الاِبتِدائيّة ولكِنَّها عادَتْ مُضْطَّرة لعَدَمْ حُصُولِها على عَمَلْ. حينئِذٍ أنْهَت الابتِدائيّة وقَضَتْ مَعَ عائِلَتَها أعيادِ رأسِ السَنة والعامِ الجَديد والثانى من يَناير لعام 1935. هاجَرَتْ إيفيتا نِهائيّاً إلى بُوينوس آيرس وهيَ ابنَةِ الخامِسَةَ عَشَرْ.
تَحْكى إيفيتا في جُزْء من كِتابِها «غايَة حَيَاتى» عن شُعُورِها في تِلْكَ اللَحظة:
في المَكانِ الذي قَضَيْتُ فيهِ طُفُولَتى كانَ الفُقَراءُ أكْثَرَ مِنَ الأَغنياء ولكنَّنى حاوَلْتُ أَنْ أُقْنِع نَفْسى أنَّه لابُدَّ أنْ يِكُونَ هُناكَ أماكِن أُخرى في بَلَدىْ وفي العالَم حَيْثُ أنَّ الأُمور لَيْسَت كما هيَ في مُحافَظَتى وأنّها أَفْضَل، على العَكْس مِنْ هُنا. وكُنْتُ أُوهِم نَفسى بأنَّ المُدُنَ الكَبيرة على سَبيلِ المِثال بالتَأكيد هيَ أماكِنْ رائِعة، حَيْثُ لا أهميّة للمال مع وُجُودِ الجَمال، وكانَ كُلُّ مَنْ يَسْتَمِعُ إلى اعتِقادى هذا يُؤْمِن بهِ أيضاً. كانُوا يَتَحَدَّثُون عَنْ المَدينة الكَبيرة كَما لو كانَتْ جَنَّة رائعة حّيْثُ كُلَّ شَئ مُدْهِش وغَير عادي، حتى بَدَا لِى ما كانُوا يَقُولونَهُ، حتّى الاشْخاص هُناك كانُوا أكْثَر مِنْ مُجَرَّد اشْخاص عاديّين، على العكس من أبناء قريتى.
يُؤَكِد فيلم إيفيتا وبَعْضُ السيَر الذاتيّة أَنَّ إيفا دُوارتى سافَرَتْ إلى بُوينوس آيرِس مَعَ مُغَنى التانْجُو المَشْهُور «أجوستين ماجالدى» وبَعْدَ ذلِك قَدَّمَ عَرْضاً في خُونين على الرَغْم مِنْ أنَّ السيَر الذاتيّة لإيفا وماريسا نابارو ونيكولاس فراسير أظهَروا أنَّه لا يُوجَد مُسْتَنَداتْ تَدُلْ على أنَّ «ماجالدى» غنَّى في خُونين عام 1934, وتَحْكِى أُختها أنَّ إيفا سافَرَتْ إلى بُوينوس آيرِس مَعَ والِدَتُها، والتي مَكَثَتْ مَعَها حتّى حَصَلَتْ على وَظيفة.

## نبذة عن حياتها

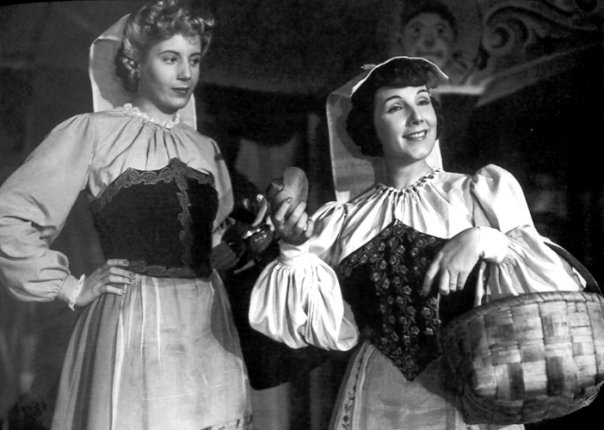
إيفا دوارتي و ليبرتاد لامارك في لا كابالجاتا ديل سيركو، 1945

بدأت قصة «إيفا دوارتي» عندما ولدت في إحدى قرى الأرجنتين عام 1919؛ فكانت أصغر إخوتها الخمسة. عندما بلغت من العمر 15 عاماً، غادرت إيفا قريتها للعمل في العاصمة بيونس آيرس كممثلة في المسرح والراديو والسينما.
عندما كانت في الرابعة والعشرين من عمرها عام 1944، التقت إيفا الكولونيل «خوان بيرون» في حفل خيري لجمع التبرعات لضحايا زلزال ضرب إحدى مناطق الأرجنتين. فتزوجا في عام 1945 لتصبح السيدة الأولى للأرجنتين في عام 1946، بعد أن فاز خوان بيرون بالانتخابات الرئاسية لولاية من ست سنوات.
ومنذ اللحظة التي دخلت فيها القصر الرئاسي، كرست إيفا بيرون وقتها وجهدها لنصرة المظلومين ومساعدة الفقراء، فاستطاعت خلال فترة وجيزة أن تؤسس «صندوق إيفا للأعمال الخيرية»؛ ولم تتوانَ عن استغلال منصبها ومركزها لتوزيع المساعدات وتقديم الخدمات للمحتاجين، حتّى أنّها كانت تقوم بزيارات مفاجئة للقرى، تدخل بيوت الفلاحين والفقراء لتقدّم لهم المواد الغذائية ولأطفالهم الحلوى. كما كانت تقوم بجمع وشراء الملابس الأوروبية وإعطائها لهم حتّى وصل اهتمامها بهم إلى حدِّ إغراق أطفالهم باللُعب التي كانت تحصل عليها من جميع أنحاء العالم، فاستحقت اسم الزعيمة الروحية للأمة.
لم يمهل مرض السرطان إيفا بيرون الكثير من الوقت، فبعد صراع مع المرض، توفيت معشوقة الأرجنتين عام 1952 عن عمر يناهز الثلاثة والثلاثين عاماً. وإزاء هذا الخبر أصيب الملايين من الأرجنتينيين بالصدمة، فيما أقام سكان الأحياء الراقية ما يشبه الاحتفالات بوفاة «هذه المرأة» التي كانوا يتجنبون التلفظ باسمها.
انتهى حكم خوان بيرون بعد وفاة إيفا بثلاث سنوات، أي عام 1955. وقد قام الرئيس الجديد للأرجنتين الجنرال لوناردي بفتح قصور وبيوت الرئيس السابق، فكانت المفاجأة الكبرى عندما شاهد الناس لأوّل مرة كيف (كان يعيش «خوان بيرون» وزوجته، ففي أحد القصور كان هناك (15) سيارة سبور و250 موتور سَيْكِل، وفي قصر آخر تمّ العثور على ثروة هائلة قُدِّرت بحوالي (10) ملايين دولار نقداً بالإضافة إلى مجوهرات ثمينة ومقتنيات غالية.
ورغم أن السُلطات العسكرية الجديدة في بوينس آيرس، أثبتت أنّ إيفيتا اختلست أموال المشروعات والمؤسسات الخيرية التي كانت تُشرف عليها، ورغم أن السلطات قامت بعَرّض مجوهراتها وملابسها باهظة الثمن على الفقراء والتي جمعتها من الأموال المخصَّصة لهم، رغم ذلك بقي الفقراء يحبونها، فكان الردّ من الجميع «نحن جميعاً ملك لإفيتا فلتأخذ ما تشاء ولتفعل ما تشاء ولكننا سنظل نحبها إلى الأبد»
حُوّلت حياة إيفا بيرون إلى فيلم تلفزيوني شهير، جسدت فيه المطربة العالمية مادونا شخصية إيفا بيرون.

## روابط خارجية
- إيفا بيرون على موقع IMDb (الإنجليزية)
- إيفا بيرون على موقع الموسوعة البريطانية (الإنجليزية)
- إيفا بيرون على موقع مونزينجر (الألمانية)
- إيفا بيرون على موقع إن إن دي بي (الإنجليزية)
- إيفا بيرون على موقع قاعدة بيانات الفيلم (الإنجليزية)